# Clubiona lirata
Clubiona lirata este o specie de păianjeni din genul Clubiona, familia Clubionidae, descrisă de Yang, Song și Zhu în anul 2003. Conform Catalogue of Life specia Clubiona lirata nu are subspecii cunoscute.